# Smolotely
Smolotely è un comune della Repubblica Ceca facente parte del distretto di Příbram, in Boemia Centrale.
Chiesa di S. Giovanni Battista e la Vergine Maria del Carmelo a Makova hora vicino a Smolotely (1722) fu costruito nel 1719–1722 da Jan Felix Chanovský di Dlouhá Ves secondo un progetto dell'architetto Carlo Antonio Canevalle, forse con la partecipazione di Giovanni Blasio Santini. Marco Antonio Canevalle è citato anche come architetto.